# Хаскёй (Бейоглу)
Хаскёй (тур. Hasköy) — квартал (семт), расположенный на северном берегу Золотого Рога в районе Бейоглу (Стамбул, Турция). В свою очередь он включает в себя махалли: Кечери Пири, Пири Паша и Халыджиоглу, а также части махалл Джамиикебир и Сютлюдже. Название Хаскёй можно перевести с турецкого языка как «прекрасное» (Has) «селение» (Köy), что возможно указывает на здешние павильоны и сады, когда-то принадлежавшие османскому султану и его двору. По другой версии, название квартала происходит от греческой церкви Ая Параскеви (Αγία Παρασκευή).
В конце XV века евреи, изгнанные из Испании и Португалии, нашли убежище в Османской империи, поселившись, в частности, и в Хаскёе. В конце XVI века еврейская община Эминёню из-за строительства Новой мечети была переселена в Хаскёй. В этом квартале также проживало множество армян и греков. Хаскёй представлял собой центр торговли с верфями и складами. Первая армянская театральная труппа в Стамбуле появилась в этом районе в 1858 году.
К самым известным достопримечательностям Хаскёя относятся дворцовый комплекс Айналы Кавак и Музей Рахми Коча.
В Хаскёе располагаются следующие культовые сооружения: синагоги Маалем и Хесед ле-Авраам, Караимская синагога, бывшая Большая синагога, греческая православная церковь Айя-Параскеви , мечеть Хандан-аги и мечеть Кырмызы Минаре. С 1633 по 1975 год здесь также существовала армянская церковь святого Степана, основанная армянскими иммигрантами из Эгина, с 1852 по XX век — армянская протестантская церковь Халиджоглу, а с 1889 по 1975 — часовня при приюте Калфаян в Хаскёе, армянская церковь Святой Марии.
На территории района находятся мусульманское кладбище Хаскёй, греческое кладбище Бейоглу, еврейское кладбище Бейоглу, кладбище турецкой караимской общины и армянское кладбище Хаскёй. 26 апреля 2011 года еврейское кладбище, расположенное в Бейоглу, было осквернено вандалами, разбившими несколько надгробий, что, по-видимому, являлось актом проявления антисемитизма.